# باشگاه فوتبال تاج تهران در فصل ۱۳۲۸
باشگاه فوتبال تاج تهران در فصل ۱۳۲۸ چهارمین سال حضور این باشگاه، که امروزه با نام استقلال شناخته می‌شود، در فوتبال ایران است. آن‌ها در این فصل در مسابقات قهرمانی باشگاه‌های تهران شرکت کردند و موفق شدند قهرمان این مسابقات شوند.
این فصل، فصل مهمی در تاریخ این باشگاه محسوب می‌شود چرا که در ابتدای فصل تعدادی از بهترین بازیکنان تیم منحل شده سرباز به این تیم پیوستند و تیم دوچرخه سواران را در راه کسب قهرمانی در مسابقات قهرمانی باشگاه‌های تهران ۱۳۲۸ یاری کردند. همچنین در میانه‌های این فصل پرویز خسروانی، از اعضای هیئت مدیره، امتیاز باشگاه را به تنهایی در اختیار گرفت و سپس با رای‌گیری بین اعضای هیئت مدیره، نام تیم از دوچرخه‌سواران به تاج تغییر یافت.

## پیش زمینه
باشگاه در حالی فصل را آغاز کرد که فصل قبل به دلیل کمبود بودجه در هیچ یک از مسابقات باشگاهی و حذفی تهران شرکت نکرده بود. در مهر ماه تیم سرباز که از قوی‌ترین تیم‌های آن زمان بود منحل شد و تعدادی از بازیکنانش که نظامی و ملی‌پوش نیز بودند به دوچرخه‌سواران پیوستند. تعدادی از این بازیکنان عبارت بودند از محمد خاتمی، حسین سرودی، حسن کردستانی، امیر خلیلی، خسروپناه و فتح‌الله مین‌باشیان. این کار که با مشورت و هماهنگی مسئولان باشگاه انجام شده بود قدرت دوچندانی به تیم دوچرخه‌سواران بخشید و تیم را در راه قهرمانی در این فصل به خوبی تقویت کرد.

## اعضای باشگاه

### گروه فنی
منبع
| نام           | سمت    |
| ------------- | ------ |
| علی دانایی‌فرد | سرمربی |

### گروه مدیریت
منبع
| نام            | سمت            |
| -------------- | -------------- |
| پرویز خسروانی  | مدیر عامل      |
| علی دانایی‌فرد  | عضو هیئت مدیره |
| گرائیلی        | عضو هیئت مدیره |
| سیدآقا جلالی   | عضو هیئت مدیره |
| پرویز عمواوغلی | عضو هیئت مدیره |

## مرور فصل

### تغییرات مدیریت و نام
در زمستان ۱۳۲۸ و در میانه‌های فصل، پرویز خسروانی که از موسسان اولیه و اعضای هیئت مدیره بود به تنهایی امتیاز باشگاه را در اختیار گرفت. وی سپس پرویز شیخان را به عنوان مدیر عامل باشگاه منصوب کرد. در ۲۲ بهمن نام باشگاه از دوچرخه‌سواران به تاج تغییر یافت . از دلایل اصلی این تغییر نام طرز تفکر علاقه‌مندان به ورزش بود که بر این باور بودند که اعضای تیم دوچرخه‌سواران باید دوچرخه‌سوار باشند. انتخاب نام تاج نیز به پیشنهاد خاتمی، سرودی و خود خسروانی انجام شد. به دنبال این کار نام نشریه باشگاه نیز به تاج ورزشی تغییر یافت.
باشگاه در این فصل در مسابقات قهرمانی باشگاه‌های تهران ۱۳۲۸ شرکت کرد. در اسفند ماه در برابر شاهین به میدان رفت و موفق شد پس از سه سال رقیب را شکست دهد. در اردیبهشت ۱۳۲۹ نیز تیم تاج موفق به کسب عنوان قهرمانی جام باشگاه‌های تهران شد. این نخستین قهرمانی این باشگاه در این مسابقات بود.
در بازی‌های جام حذفی تهران نیز تیم تاج در مرحله سوم و ماقبل فینال مغلوب تیم دارایی شد تا از رسیدن به فینال باز بماند. در این سال تیم شاهین قهرمان جام حذفی باشگاه‌های تهران شد.

## رقابت‌ها

### باشگاههای تهران
| ۲۵ آذر ۱۳۲۸ ۱ | دوچرخه‌سواران | ۲–۱ | تهران جوان | تهران           |
|               |              |     |            | ورزشگاه: امجدیه |

| ۲ دی ۱۳۲۸ ۲ | دوچرخه‌سواران | ۱–۱ | دارایی | تهران           |
|             |              |     |        | ورزشگاه: امجدیه |

| ۱۶ دی ۱۳۲۸ ۳ | دوچرخه‌سواران | ۴–۱ | شرق | تهران           |
|              |              |     |     | ورزشگاه: امجدیه |

| ۲۳ دی ۱۳۲۸ ۴ | دوچرخه‌سواران | ۵–۱ | عقاب | تهران           |
|              |              |     |      | ورزشگاه: امجدیه |

| ۲۸ بهمن ۱۳۲۸ ۵ | تاج | ۱–۰ | شهباز | تهران           |
|                |     |     |       | ورزشگاه: امجدیه |

| ۵ اسفند ۱۳۲۸ ۶ | تاج    | ۱–۰ | شاهین | تهران           |
|                | جدی‌کار |     |       | ورزشگاه: امجدیه |

| ۱۲ اسفند ۱۳۲۸ ۷                                                                             | تاج | ؟–؟ | دماوند | تهران           |
|                                                                                             |     |     |        | ورزشگاه: امجدیه |
| یادداشت: در منابع موجود به نتیجه دقیق این بازی اشاره‌ای نشده و تنها برد تیم تاج ثبت شده است. |     |     |        |                 |

| ۸ اردیبهشت ۱۳۲۹ ۸ | تاج | ۴–۰ | توانا | تهران           |
|                   |     |     |       | ورزشگاه: امجدیه |

| ۹ | تاج | v | جوانان شرق | تهران           |
|   |     |   |            | ورزشگاه: امجدیه |

### جام حذفی تهران
| ۱۸ شهریور ۱۳۲۸ یک هشتم نهایی                                                       | دوچرخه‌سواران | ؟–؟ | ایرج | تهران           |
|                                                                                    |              |     |      | ورزشگاه: امجدیه |
| یادداشت: از نتیجه دقیق این مسابقه اطلاعی در دسترس نیست و تنها برد تیم تاج ثبت شده. |              |     |      |                 |

| ۲۵ شهریور ۱۳۲۸ یک چهارم نهایی                                                 | دوچرخه‌سواران | ؟–؟ | دماوند | تهران           |
|                                                                               |              |     |        | ورزشگاه: امجدیه |
| یادداشت: در منابع موجود نتیجه این مسابقه ثبت نشده و تنها برد تیم تاج ثبت شده. |              |     |        |                 |

| ۸ مهر ۱۳۲۸ نیمه‌نهایی                                  | دوچرخه‌سواران | ۱–۲ (و.ا.) | دارایی | تهران           |
|                                                       |              |            |        | ورزشگاه: امجدیه |
| یادداشت: گل برتری تیم دارایی در وقت اضافه بازی زده شد |              |            |        |                 |

## آمار
| رقابت                    | اولین بازی     | آخرین بازی      | شروع دور     | جایگاه نهایی | آمار | آمار | آمار | آمار | آمار | آمار | آمار | آمار  |
| رقابت                    | اولین بازی     | آخرین بازی      | شروع دور     | جایگاه نهایی | بازی | ب    | ت    | ش    | گ‌ز   | گ‌خ   | ت‌گ   | % برد |
| ------------------------ | -------------- | --------------- | ------------ | ------------ | ---- | ---- | ---- | ---- | ---- | ---- | ---- | ----- |
| جام باشگاه‌های تهران ۱۳۲۸ | ۲۵ آذر ۱۳۲۸    | ۸ اردیبهشت ۱۳۲۹ | هفته ۱       | قهرمان       | ۷    | ۶    | ۱    | ۰    | ۱۸   | ۴    | ۱۴+  | ۰۸۶   |
| جام حذفی تهران ۱۳۲۸      | ۱۸ شهریور ۱۳۲۸ | ۸ مهر ۱۳۲۸      | یک‌هشتم نهایی | نیمه‌نهایی    | ۳    | ۲    | ۰    | ۱    | ۱    | ۲    | ۱−   | ۰۶۷   |
| مجموع                    | مجموع          | مجموع           | مجموع        | مجموع        | ۱۰   | ۸    | ۱    | ۱    | ۱۹   | ۶    | ۱۳+  | ۰۸۰   |

منبع: رقابت‌ها